# ビルドアップ工法
ビルドアップ工法（ビルドアップこうほう）は、一層毎に積層、穴あけ加工、配線形成などを繰り返すことによって多層構造のプリント基板を作製する方法。ビルドアップ工法を利用して作製された基板はビルドアップ基板と呼ばれる。
一般的なビルドアップ基板は、コア基板と呼ばれる2層から4層の配線層を形成した芯となる基板の表面及び裏面に、それぞれ1層から3層の配線層を形成した合計4層から10層の多層プリント基板である。絶縁体の材質としてエポキシ樹脂やポリイミド、レーザー加工対応プリプレグなどが、配線の材質として銅が用いられる。
多層構造のプリント基板は1980年代に高性能コンピュータの基板として利用され始めた。当初はあらかじめ配線を形成した基板を貼り合わせ、層間にわたる配線が必要な場合には、まず基板全体を貫通する穴（スルーホール）を形成し、その内側にめっきなどの手法で導体層を形成することによって実現していた。しかしながらこの手法では特定の隣接する層間のみの接続を形成することが困難であり、基板面積が大きくなったり、高周波回路の配線を基板に内蔵する場合に十分な特性が得られないなどの技術的問題があった。層間のみの接続を必要とする場合にはセラミック製の基板が用いられていたが、高価であったためその利用範囲は限定されていた。時代と共にビルドアップ工法の各要素技術の整備が進み、1990年代後半から2000年代前半にかけて急速に普及が進んだ。
ビルドアップ工法には以下の工程が含まれる。
- 絶縁体層形成：　あらかじめ作製した銅箔付き絶縁体シート(RCC:Resin Coated Copper Foil)を重ね合わせる方法と、基板上で樹脂を被覆固化させて絶縁体層を形成する方法がある。
- ビア加工：　基板を構成する1枚の絶縁体層にビアと呼ばれる穴を開ける工程。一般にレーザー加工またはフォトリソグラフィが用いられる。レーザーで加工するものをレーザービア、フォトリソグラフィで露光、現像して形成するものをフォトビアと呼ぶ。
- デスミア：　ビア加工工程で発生したスミア(樹脂の残渣)を除去する工程。レーザー加工ではスミアが発生するため、過マンガン酸などの薬品でスミアを溶解除去する。スミアがビア底部に残っていると導通不良の原因となる。
- ビアめっき：　絶縁体シートに開けられた穴に導体を形成して配線層間を接続する工程。一般に無電解めっきや電解めっきが用いられる。ビアの輪郭のみをめっきするものと、ビア内すべてをめっきで埋めてしまうフィルドビアがある。